# Głupi Jasio
Głupi Jasio – bohater bajek i baśni, postać występująca w europejskim folklorze, np. w rosyjskim, gdzie znany jest jako Wania Durak (ros. Иван-дурак, zdrobniale Иванушка-дурачок).
W baśniach i bajkach Jaś zwykle pochodzi z ubogiej, włościańskiej rodziny, jest prostoduszny i niezbyt inteligentny. Ma dwóch starszych braci, którzy są od niego mądrzejsi i którzy zwykle próbują wykorzystać jego łatwowierność. W efekcie Jaś zostaje przez braci pozbawiony schedy i musi wyruszyć w świat, aby znaleźć źródło utrzymania. Dzięki uczynności, empatii i ofiarności zdobywa przyjaciół, często wśród zwierząt, którzy w kluczowym momencie pomagają mu zdobyć jakiś potężny artefakt (np. wodę życia), a także pokonać głównego przeciwnika (np. czarownicę albo czarownika). W finale opowieści dobre serce Jasia zostaje nagrodzone. Jaś bierze za żonę królewnę i sam zostaje królem. Jaś jest zwykle bohaterem pozytywnym, choć można go uznać jednocześnie za archetypowego antybohatera.
Postać Wani Duraka (Głupiego Jasia) występuje na przestrzeni wieków w rosyjskim folklorze i pojawia się w utworach nim inspirowanych, m.in. w poemacie Konik Garbusek Piotra Jerszowa. Podobni bohaterowie pojawią się także w utworach czołowych europejskich baśniopisarzy, np. Głupi Jaś (Hans Dumm) braci Grimm.

## Nawiązania
- W satyryczno-erotycznym poemacie Baśń o trzech braciach i królewnie, przypisywanym Aleksandrowi Fredrze, do postaci Jasia nawiązuje Głuptas, impotent ze skłonnościami do pasywnego homoseksualizmu, który dopiero po zdobyciu magicznego "kondoma-samojeba" nabiera seksualnego wigoru.
- Album z tytułową piosenką Głupi Jasio nagrał Jacek Kaczmarski